# Deviock
 (septembre 2023).
Deviock est une paroisse civile des Cornouailles, en Angleterre.